# Bako (Éthiopie)
Pour les articles homonymes, voir Bako et Baco.
Bako, ou Baco, est une ville d'Éthiopie, située dans la zone Mirab Shewa de la région d'Oromia.
Chef-lieu du woreda Bako Tibe, elle a 16 445 habitants en 2007.
Elle se trouve à près de 1 700 mètres d'altitude.
Pendant l'occupation italienne, Bako est mentionnée comme disposant d'une clinique médicale et d'une école. En 1948, des missionnaires suédois ont ouvert une clinique médicale dans la ville, qui s'est transformée en station missionnaire en 1953. En 1967, la ville dispose d'un service téléphonique, d'une école primaire et d'une école secondaire de premier cycle ; il y a également une école pour aveugles, qui a été déplacée d'Addis-Abeba à Bako en 1961. L'Institut éthiopien de recherche agricole a ouvert un centre à Bako en 1968, qui est le centre national pour l'amélioration du rendement du maïs.
D'après les chiffres de 2005 de l'Agence centrale de la statistique, Bako a une population totale estimée à 18 641 habitants, dont 9 370 hommes et 9 271 femmes. Le recensement de 1994 indiquait que cette ville avait une population totale de 10 422 habitants, 5 082 hommes et 5 340 femmes. Bako est la plus grande des trois villes de Bako Tibe.